# Jannick Green
Jannick Green (Lemvig, 1988. szeptember 29. –) olimpiai és világbajnok dán válogatott kézilabdakapus, a francia Paris Saint-Germain Handball játékosa.
Édesanyja, Hanna Green szintén válogatott kézilabdázó volt, édesapja a Lemvig Håndbold női csapatának edzője volt, bátyja, szintén a Lemvig Håndbold játékosa, öccse, Jesper pedig az első osztályú Aalborg Håndbold játékosa volt.

## Pályafutása
Jannick Green szülővárosának csapatában, a másodosztályban szereplő Lemvig Håndboldban kezdett felnőtt szinten kézilabdázni. 2008-ban igazolt az első osztályú Aalborg Håndboldhoz, amellyel az alapszakasz végén második helyezett lett a dán bajnokságban, majd a rájátszásban nem sikerült érmet szerezniük. 2010-ben viszont a csapat történetében először bejutottak a bajnoki döntőbe, és meg is nyerték azt, így bemutatkozhatott a 2010–2011-es szezonban a Bajnokok ligájában. A következő szezonban átigazolt a Bjerringbro-Silkeborghoz, amely csapattal szintén játszott a Bajnokok ligájában. A német SC Magdeburgban 2014 óta szerepel. 2016-ban német kupát, 2022-ben német bajnokságot nyert csapatával. 2021-ben Európa-liga-győztes lett. 
2022 nyarától a francia bajnok Paris Saint-Germain Handball játékosa.
A dán válogatottban 2007-ben mutatkozott be, nyert már érmet világbajnokságon és Európa-bajnokságon is, a 2016-os rioi olimpián pedig olimpiai bajnok lett. Világbajnokságon 2019-ben és 2025-ben volt a győztes csapat tagja.

## Sikerei
- Olimpiai bajnok: 2016
- Világbajnokság győztese: 2019, 2025
  - ezüstérmes: 2013
- Férfi kézilabda-Európa-bajnokság ezüstérmes: 2014
  - bronzérmes: 2022
- Európa-liga-győztes: 2021
- Német bajnokság győztese: 2022
- Francia bajnokság győztese: 2023, 2024